# Hoplismenus terrificus
Hoplismenus terrificus là một loài tò vò trong họ Ichneumonidae.